# Duplicaria sowerbyana
Duplicaria sowerbyana là một loài ốc biển, là động vật thân mềm chân bụng sống ở biển trong họ Terebridae, họ ốc dài.